# Prachtfinken
Die Prachtfinken (Estrildidae) sind eine artenreiche Familie aus der Ordnung der Sperlingsvögel (Passeriformes). Einige Arten wie beispielsweise der Zebrafink sind bei Ziervogelhaltern und Züchtern auf Grund ihres bunten, prachtvollen Gefieders sehr beliebt. Je nach Klassifizierung werden zwischen 135 und 140 Arten dieser Familie zugerechnet, die in 33 bis 35 Gattungen eingeordnet werden.

## Erscheinungsbild
Prachtfinken erreichen ausgewachsen eine Körperlänge zwischen acht und 17 Zentimeter. Zu den größten Arten gehört die Spitzschwanzamadine, die diese Körperlänge nur aufgrund der langen Schwanzspieße erreicht. Die meisten Arten erreichen eine Körpergröße von elf bis 13 Zentimeter.
Die meisten Prachtfinkenarten haben spitze Schnäbel sowie einen keilförmigen Schwanz. Anhand ihrer Schnäbel lassen sich jedoch mitunter Nahrungsspezialisierungen erkennen. So zeigen die Arten, die überwiegend von Insekten leben, längere und dünnere Schnäbel als die Arten, die überwiegend von Sämereien leben. Alle Prachtfinken haben ein sehr geringes Körpergewicht, das es ihnen ermöglicht, beim Fressen auf Grashalmen zu sitzen.
Bei den meisten Prachtfinkenarten zeigen Männchen und Weibchen keinen ausgeprägten Geschlechtsdimorphismus. Weibchen haben zwar mitunter ein matteres Gefieder, Männchen lassen sich eindeutig jedoch nur über den bei ihnen auftretenden Gesang identifizieren. Eine der Arten, die davon eine Ausnahme darstellt, ist der Tigerastrild, bei dem das Männchen ein rötliches Körpergefieder hat, während das Weibchen überwiegend ein graubraunes Gefieder aufweist. Der Tigerastrild ist auch die einzige Prachtfinkenart, bei der das Männchen jährlich von seinem roten Brutkleid in das schlichte graubraune Gefieder wechselt, wie es das Weibchen trägt.

## Verbreitungsgebiet
Prachtfinken haben ihr natürliches Verbreitungsgebiet in den sehr warmen Zonen Australiens, Afrikas und Asiens. 78 Arten leben auf dem afrikanischen Kontinent südlich der Sahara sowie auf Madagaskar. In der australasiatischen Region sowie auf einigen pazifischen Inseln leben weitere 43 Arten. 19 Arten kommen in der dazwischen liegenden indomalaiischen Region vor.

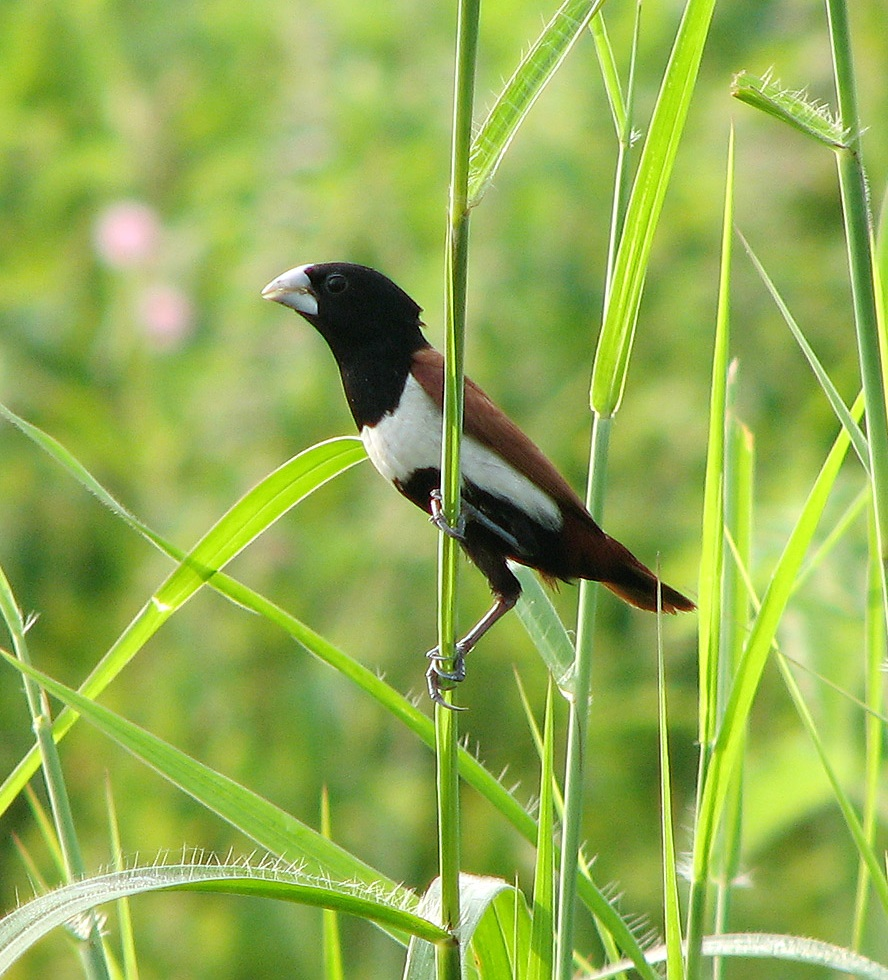
Schwarzbauchnonne

Einige Arten sind durch den Menschen in andere Regionen eingeführt worden. Ein extremes Beispiel ist der Reisfink, der ursprünglich nur auf Java und Bali sowie Bawean vorkam und dort mittlerweile eine seltene Art ist. Heute ist er in vielen tropischen Ländern beheimatet und kommt unter anderem in Kalkutta, Madras, Hongkong, Miami und Bangkok, auf Sumatra, Hawaii, den Molukken, Malaysia einschließlich Singapur, auf den Fidschi-Inseln Viti Levu und Vanua Levu, auf den Philippinen, im Süden Indochinas und Taiwan vor. Populationen leben auch an der ostafrikanischen Küste und auf Sansibar und St. Helena. Auf Neuguinea dringen die eigentlich im Tiefland Neuguineas beheimateten Dickschnabelnonnen, Graukopfnonnen, Prachtnonnen, Braunbrustnonnen und Trauerbronzemännchen als Kulturfolger in die Höhenlagen dieser Insel vor und verdrängen dort unter anderem die als gefährdet eingestufte Arfaknonne, eine der seltensten Arten der Prachtfinken.
Seit den 1980er Jahren lebt eine Art der Prachtfinken als Neozoon auch in Europa. In der italienischen Toskana kann man seit den 1980er Jahren Schwärme von Tigerfinken in verschilften Feuchtgebieten beobachten.

## Lebensraum
Die meisten Arten der Prachtfinken besiedeln Steppen, Savannen, die Randregionen von Wäldern sowie von Strauchwerk durchsetzte Felder und Weidengebiete. Einige wenige Arten leben auch in der Halbwüste; dazu gehören die farbenprächtige Gouldamadine und zwei Arten aus der Gattung der Grasfinken. Einige weitere Arten wie der Binsen- und der Sonnenastrild bewohnen auch Schilf-, Papyrus- oder Binsendickichte. Die Hadesnonne, die wegen ihres kleinen Verbreitungsgebietes zu den bedrohten Arten gehört, brütet bevorzugt auf den schwimmenden Grasinseln des mittleren Fly Rivers, einem der längsten Flüsse Neuguineas.
Waldbewohnende Arten sind unter den Prachtfinken selten. Gleichfalls kommen nur wenige Arten wie etwa der Wachtelastrild und der Heuschreckenastrild in völlig baum- und strauchlosen Regionen vor. Für diese Arten ist es typisch, dass sie nur selten auffliegen und bei Gefahr im nächsten Grasdickicht verschwinden. Die Nahrung, die vor allem aus Grassamen und kleinen Insekten besteht, wird von diesen Arten fast ausschließlich vom Boden aufgelesen oder aus herabhängenden Rispen geklaubt.

## Lebensweise

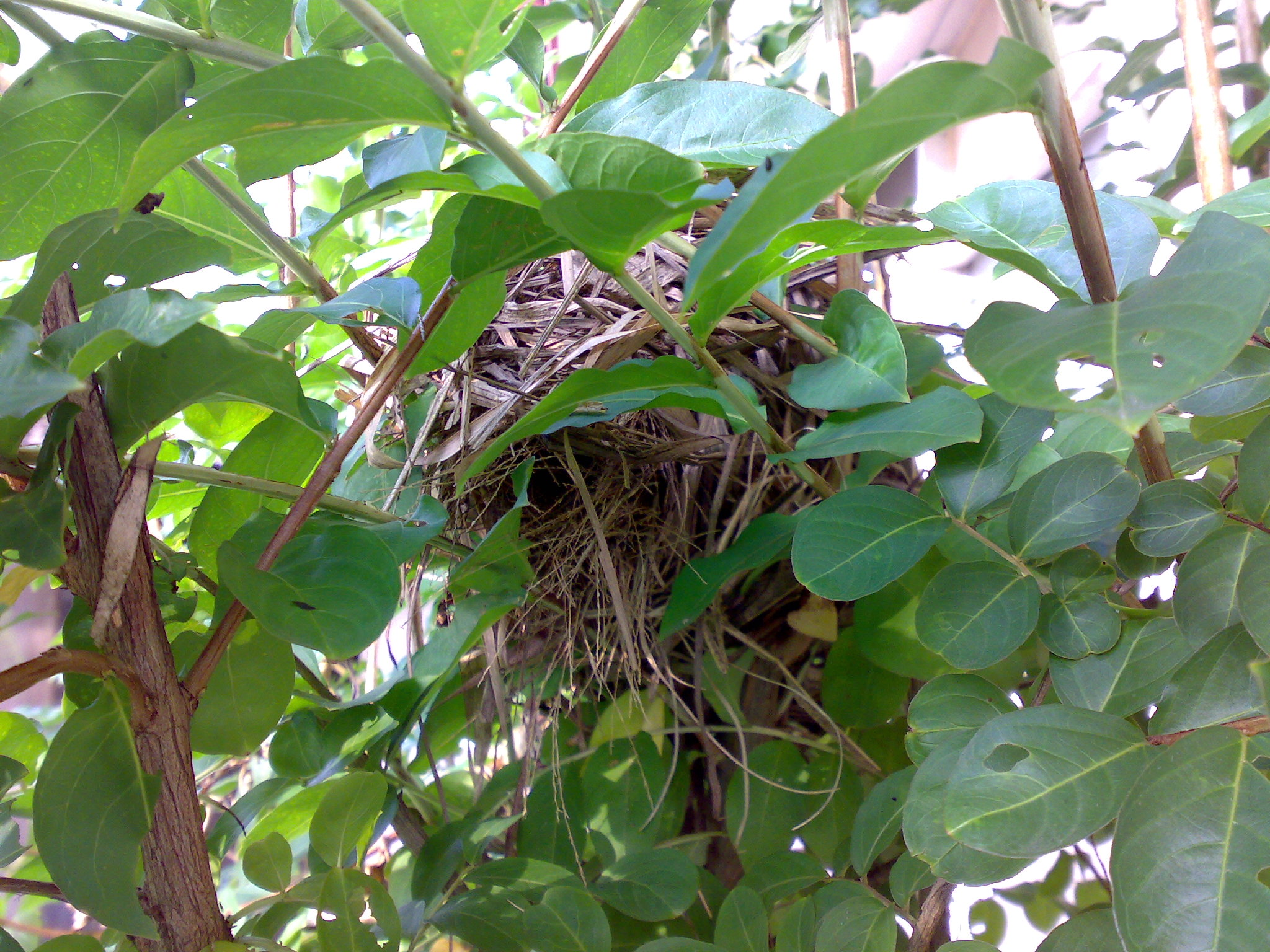
Nest der Schwarzkopfnonne

Die meisten Prachtfinken bewegen sich auf dem Boden nur hüpfend vor und hüpfen bestenfalls polkaschrittartig, indem sie mit beiden Füßen etwas nacheinander den Boden berühren. Die Ausnahme davon stellen die Wachtelastrilde dar, die unter den Prachtfinken die ausgeprägtesten Bodenvögel sind. Sie zeigen entsprechend viele Verhaltensweisen, die an ein Leben auf dem Boden angepasst sind. Sie können nahezu hühnerartig laufen.
Viele Prachtfinkenarten zeigen ein sehr großes Geselligkeitsbedürfnis. Bei in menschlicher Obhut gepflegten Perlhalsamadinen hat man beobachtet, dass häufig mehrere adulte Vögel gemeinsam in einem Nest übernachten. Dieses Verhalten hat man auch bei anderen Arten wie etwa der Dornamadine und dem Muskatbronzemännchen festgestellt. Während diese Arten dieses Verhalten jedoch nur außerhalb der Brutzeit zeigen, geht das Geselligkeitsbedürfnis bei der Perlhalsamadine häufig so weit, dass selbst das Brutnest nicht gegen Artgenossen verteidigt wird. Untersuchungen beim Kleinelsterchen, die grundsätzlich ein weniger ausgeprägtes Sozialverhalten als die vorgenannten Arten zeigen, haben nachgewiesen, dass die verwandtschaftlichen Beziehungen bestimmend für das Sozialverhalten sind. Schwärme nicht verwandter Arten brechen mit dem Beginn der Brutzeit auseinander, weil bei Artgenossen ohne familiäre Bindung Aggressionen ungehindert durchbrechen. Anders verhält es sich mit den noch nicht geschlechtsreifen Nachkommen eines Kleinelsterchenpaares. Sie helfen beim Bau des Brutnestes mit und füttern ihre jüngeren Geschwister. Sie dürfen sich diesen nähern, ohne dass dies bei den Elternvögeln aggressive Reaktionen auslöst.
Typisch für viele Arten ist außerdem Kontaktsitzen und soziale Gefiederpflege. Beim Afrikanischen Silberschnabel fliegen kontaktsuchende Vögel stets in einem Abstand von etwa fünfzehn Zentimetern den Standort des Kontaktpartners an, nähern sich diesem Artgenossen seitlich trippelnd in hoch aufgerichteter Körperhaltung und wenden ihm dabei den Schnabel zu. Der bereits sitzende Vogel verlässt seinen Sitzplatz nicht, sondern richtet sich lediglich etwas auf. Wenn der ankommende Vogel näher kommt, kommt es zwischen den beiden Vögeln zu einem Schnabelgefecht, während dessen die Vögel enger aneinanderrücken. Erst wenn die aufrechte Körperhaltung aufgegeben wird, geht das Schnabelgefecht in gegenseitiges Gefiederkraulen über.

### Nahrung
Die Nahrung besteht bei den meisten Arten aus Sämereien und Insekten. Einige Arten wie die Heuschreckenastrilde benötigen dabei offenbar besonders feine Grassamen; andere Arten fressen auch größere Samen wie Reis und Mais. Lediglich die Lauchgrüne Papageiamadine lebt ausschließlich von Samen; die meisten Arten benötigen Insekten vor allem während der Zeit der Jungenaufzucht.

### Fortpflanzung

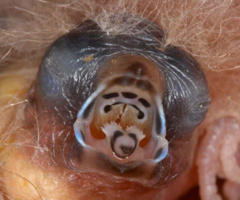
Rachenzeichnung eines Jungvogels der Ringelastrilde

Prachtfinken nisten meist in oft dornigen Büschen, wenige Arten im hohen Gras oder in hohen Bäumen. Einige Arten bauen ihre Nester als Untermieter in Greifvogelhorste, in Termitenhügel oder, als Kulturfolger, in der Nähe von oder in Häusern, zum Beispiel unter Dachpfannen und in Mauerspalten. Bei manchen Arten sammeln beide Partner das Nistmaterial, bei anderen nur das Männchen. Im letzteren Fall wird das Nest dann vom Weibchen gebaut. Die Nester sind kugelförmig oder langgestreckt, haben am Eingang oft eine kurze Röhre. Ein besonders stabiles Nest, das inklusive der Eingangsröhre bis zu vierzig Zentimeter lang sein kann, weist die Rotohramadine auf. Es wird aus bis zu 2.000 Einzelteilen errichtet, wobei das Männchen das Material herbeibringt und das Weibchen diese verbaut. Die besonders sorgfältige und widerstandsfähige Bauweise des Rotohramadinen-Nests ist eine Anpassung an den exponierten Standort. Rotohramadinen brüten hoch über dem Erdboden in Höhen zwischen acht und dreißig Metern. Sie errichten ihr Nest meist in den Endzweigen von Eukalyptusbäumen, die Stürmen besonders ausgesetzt sind.
Ist das Nest fertig, legt das Weibchen täglich ein Ei, bis alle vier bis sechs Eier gelegt sind. Sie sind weiß. Die Eier werden von beiden Partnern bebrütet, nachts nur vom Weibchen, auch wenn das Männchen auch im Nest sitzt. Die Jungen schlüpfen im Allgemeinen in kurzen Abständen nach 11 bis 16 Tagen. Sie werden von beiden Eltern aufgezogen und noch 9 bis 12 Tage gehudert. Die Nestlinge haben zunächst schwarze Schnäbel und eine bunte Rachenzeichnung, die die Eltern zum Füttern animiert. Beim Betteln drehen sie den Kopf zur Seite. Der Kot der Jungen wird von den Eltern nicht beseitigt. Nach etwa drei Wochen werden die Jungen flügge und verlassen das Nest, werden aber noch einige Tage von den Eltern gefüttert.

## Prachtfinken und Witwenvögel
Einige Arten der Prachtfinken sind die Brutvögel der Witwenvögel, die ähnlich wie der europäische Kuckuck Brutschmarotzer sind. Witwenvögel sind eine Familie, die den Webervögeln nahe verwandt ist. Anders als beim Kuckuck wirft ein schlüpfender Witwenvogel jedoch nicht die Eier und die Jungen seiner Wirtsvogelfamilie aus dem Nest, sondern wächst gemeinsam mit ihnen auf.
Viele Witwenvogelarten haben sich auf eine Prachtfinkenart spezialisiert. Einige Witwen parasitieren jedoch auch zwei oder drei nah verwandte Prachtfinkenarten. Die Anpassung geht dabei sehr weit; die Eier gleichen den Prachtfinkeneiern weitgehend und sind nur geringfügig größer. Die Jungvögel gleichen denen der Prachtfinken in ihrem Gefieder und ihrer Rachenzeichnung. Sie zeigen außerdem die gleichen Bettelbewegungen und -laute. Bei den meisten Witwenvogelarten lernen die männlichen Vögel den Gesang ihrer Wirtsvögel und setzen diesen auch bei ihrer eigenen Brautwerbung ein. Lediglich bei der Dominikaner-, die Wellen- und Grauastrild als Brutwirt nutzt, und der Glanzwitwe, die ihre Jungen durch Elfen- und Feenastrilde aufziehen lässt, lassen sich keine Ähnlichkeiten zum Gesang der Brutvögel erkennen.

## Gefährdung einzelner Prachtfinkenarten
Die Bestandssituation der einzelnen Prachtfinken ist sehr unterschiedlich. Grasfinken gehören beispielsweise zu den Arten, die offenbar in ihrer Bestandszahl von den durch den Menschen geschaffenen Wasserstellen in der australischen Wüste profitiert haben. Die Gouldamadine, die den Lebensraum der Eukalyptuswüste mit zwei der Grasfinkenarten teilt, ist durch die verstärkte Weidenutzung ihres Lebensraumes dagegen stark bedroht. Als bedroht gilt auch die Schwarzstirn-Papageiamadine, die endemisch auf einer der Fidschi-Inseln vorkommt. Sie zählt zu den in Wäldern lebenden Prachtfinkenarten und ihr Lebensraum auf der Insel Viti Levu ist mittlerweile zu 50 Prozent zerstört. Der Schwarzzügelastrild wurde seit 1950 nicht mehr gesichtet. Die IUCN führt ihn in der Kategorie „unzureichende Datenlage“ (data deficient), da weitere Studien notwendig sind, um seinen Status als valide Art, seinen Populationsstatus und seine Verbreitung zu klären. Der Anambraastrild hat ein sehr kleines Verbreitungsgebiet und die Populationszahl wird auf weniger als 1.000 Individuen geschätzt. Die Art wird deswegen von der IUCN als gefährdet eingestuft. Der Olivastrild wird wegen seines relativ eingeschränkten Verbreitungsgebietes und der rasch abnehmenden Populationszahl infolge des Vogelhandels aber auch wegen der starken Zerstörung seines Lebensraumes von der IUCN als gefährdet eingestuft. Der Shelleys Bergastrild wird gleichfalls als gefährdet eingestuft. Sein Verbreitungsgebiet begrenzt sich auf das Albertine Rift und er ist im größten Teil seines Verbreitungsgebietes eine seltene Vogelart. Häufig ist er nur in Wäldern Burundis und Ruandas, die aber alle durch Abholzung bedroht sind.

## Prachtfinken und Mensch

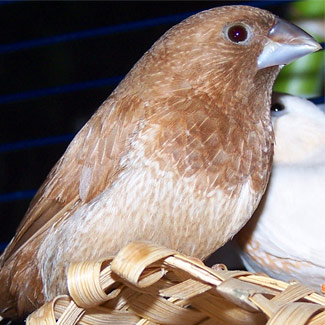
Japanisches Mövchen, die domestizierte Form des Spitzschwanz-Bronzemännchens

Prachtfinken sind bereits seit Jahrhunderten in China und Japan als Ziervögel beliebt. Das Spitzschwanz-Bronzemännchen ist einer der ältesten exotischen Stubenvögel in Europa. Es gehört zu den ersten exotischen Arten, die aus Übersee eingeführt wurden, und wurde bereits im 17. Jahrhundert in Europa gehalten. Im 18. und 19. Jahrhundert wurde es in großer Zahl importiert, und bereits 1772 veröffentlichte der französische Naturforscher Georges-Louis Leclerc de Buffon eine Übersicht über die verschiedenen Formen. Im 19. Jahrhundert differenzierte man bereits einzelne Unterarten, wobei diesen zum Teil auch ein eigenständiger Artstatus zugebilligt wurde. Zu den häufigsten eingeführten Unterarten gehören das Weißbürzel-Bronzemännchen (L. s. striata) und das eigentliche Spitzschwanz-Bronzemännchen, die Unterart L. s. acuticauda. Das Japanische Mövchen ist die domestizierte Form des Spitzschwanz-Bronzemännchen. Es wurde nach heutigem Erkenntnisstand bereits vor mehreren hundert Jahren in China gezüchtet und gehört damit zu den ältesten Stubenvögeln des Menschen. Gezüchtet wurde es vermutlich aus der chinesischen Unterart Lonchura striata swinhoei. Der genaue Domestikationsbeginn dieser Art ist unbekannt. Gesichert ist jedoch, dass das Mövchen bereits im 18. Jahrhundert nach Japan gelangte und dort in großer Zahl gehalten und gezüchtet wurde. Da es seitdem sein Erscheinungsbild wenig geändert hat, wird geschlossen, dass es damals bereits stark domestiziert war.
So gehören alle Arten der Blauastrilde zu den Ziervogelarten, die zum Teil schon sehr lange gehalten werden. Der erste Granatastrild, der nach Europa eingeführt wurde, wurde 1754 Madame de Pompadour geschenkt und von ihr über drei Jahre gepflegt. Zu den besonders beliebten Arten zählen das Goldbrüstchen sowie der Zebrafink. Der nur 12 Gramm schwere und leicht nachzuzüchtende Zebrafink wird außerdem in der Forschung häufig verwendet.
Einige Arten der Prachtfinken, die in Schwärmen in Getreide- und Reisfelder einfallen, gelten in ihrem Heimatgebieten auch als landwirtschaftliche Schädlinge. Im Süden Indiens gelten beispielsweise Indische Silberschnäbel, Muskatamadine, Schwarzbauchnonne, Spitzschwanz-Bronzemännchen und Weißbauch-Bronzemännchen als Schädling, die insbesondere auf Hirse- und Reisfeldern Schaden anrichten.

## Gattungen und Arten

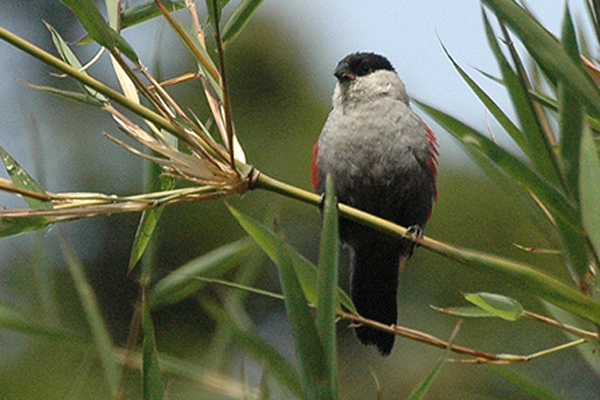
Kappenastrild

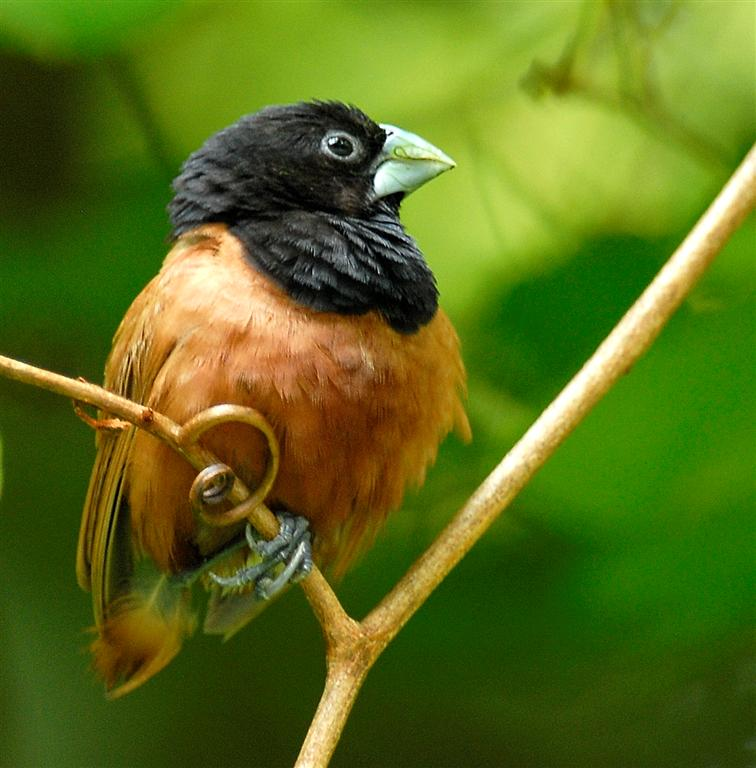
Schwarzkopfnonne

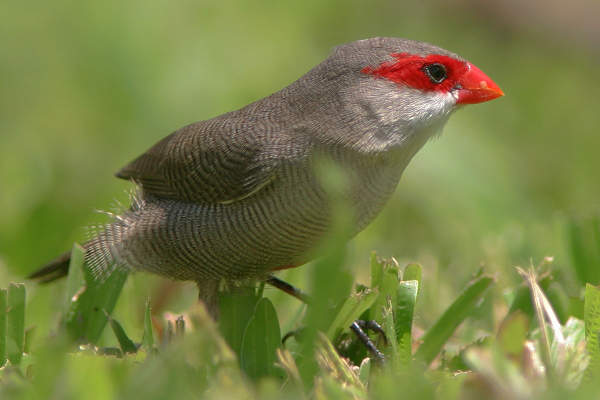
Wellenastrild

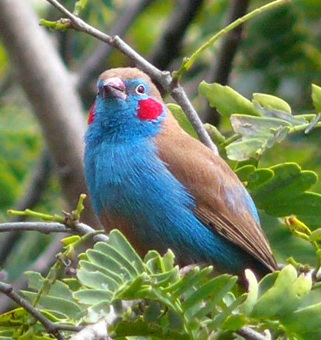
Schmetterlingsfink

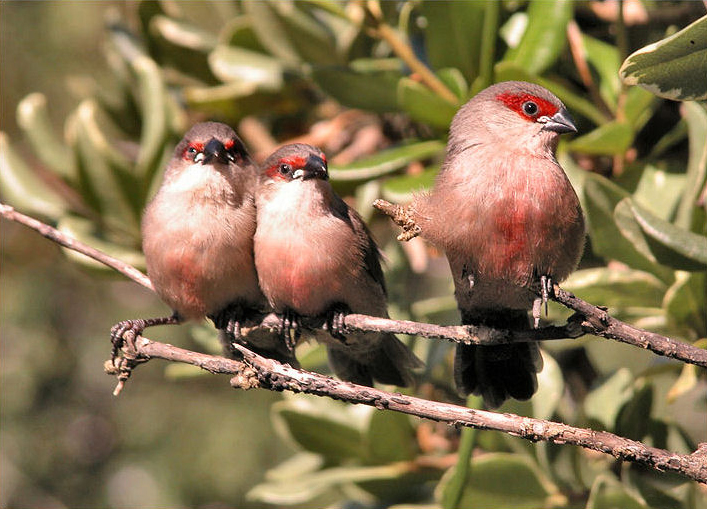
Wellenastrild
(Estrilda astrild)

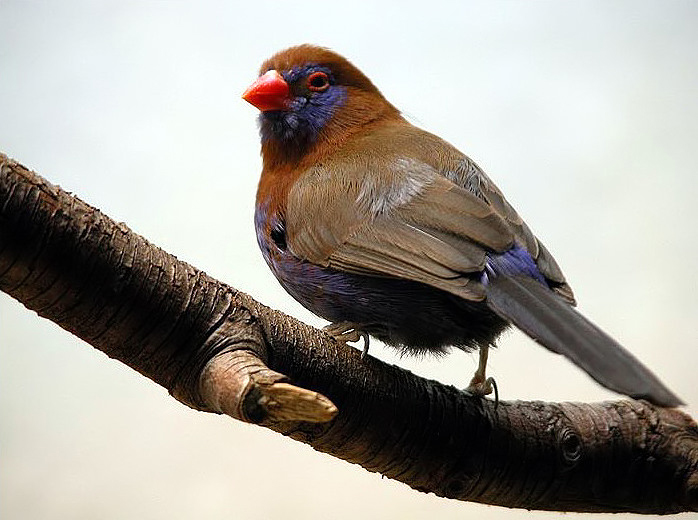
Veilchenastrild
(Uraeginthus ianthinogaster)

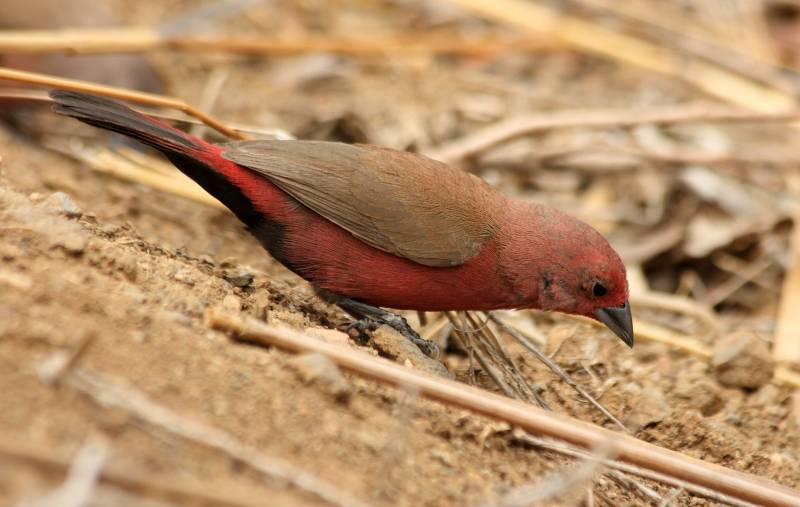
Rosenamarant
(Lagonosticta rhodopareia)

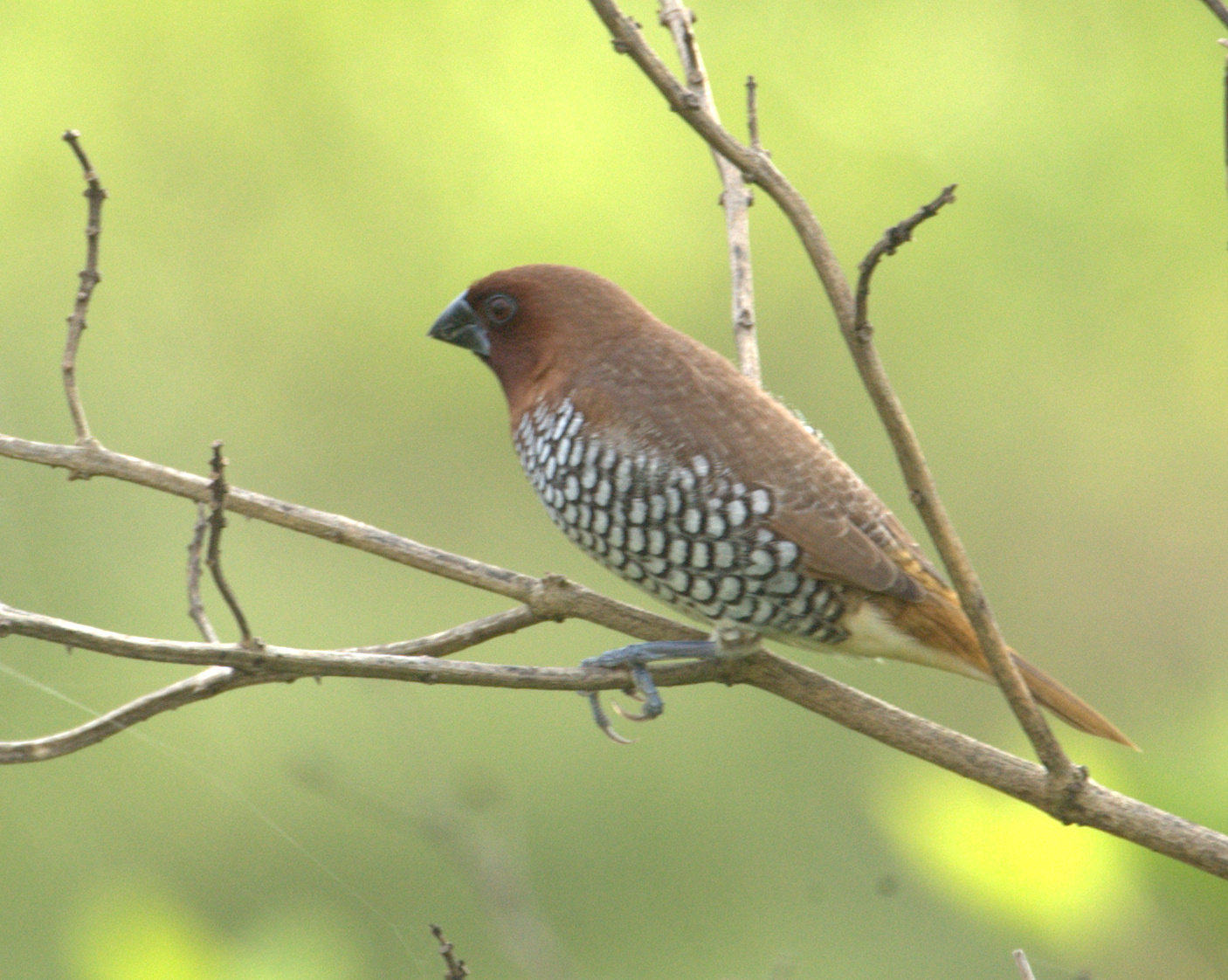
Muskatbronzemännchen
(Lonchura punctulata)

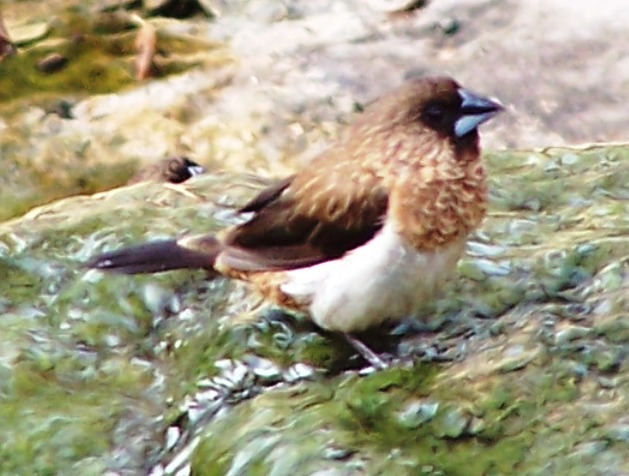
Spitzschwanz-Bronzemännchen
(Lonchura acuticauda)

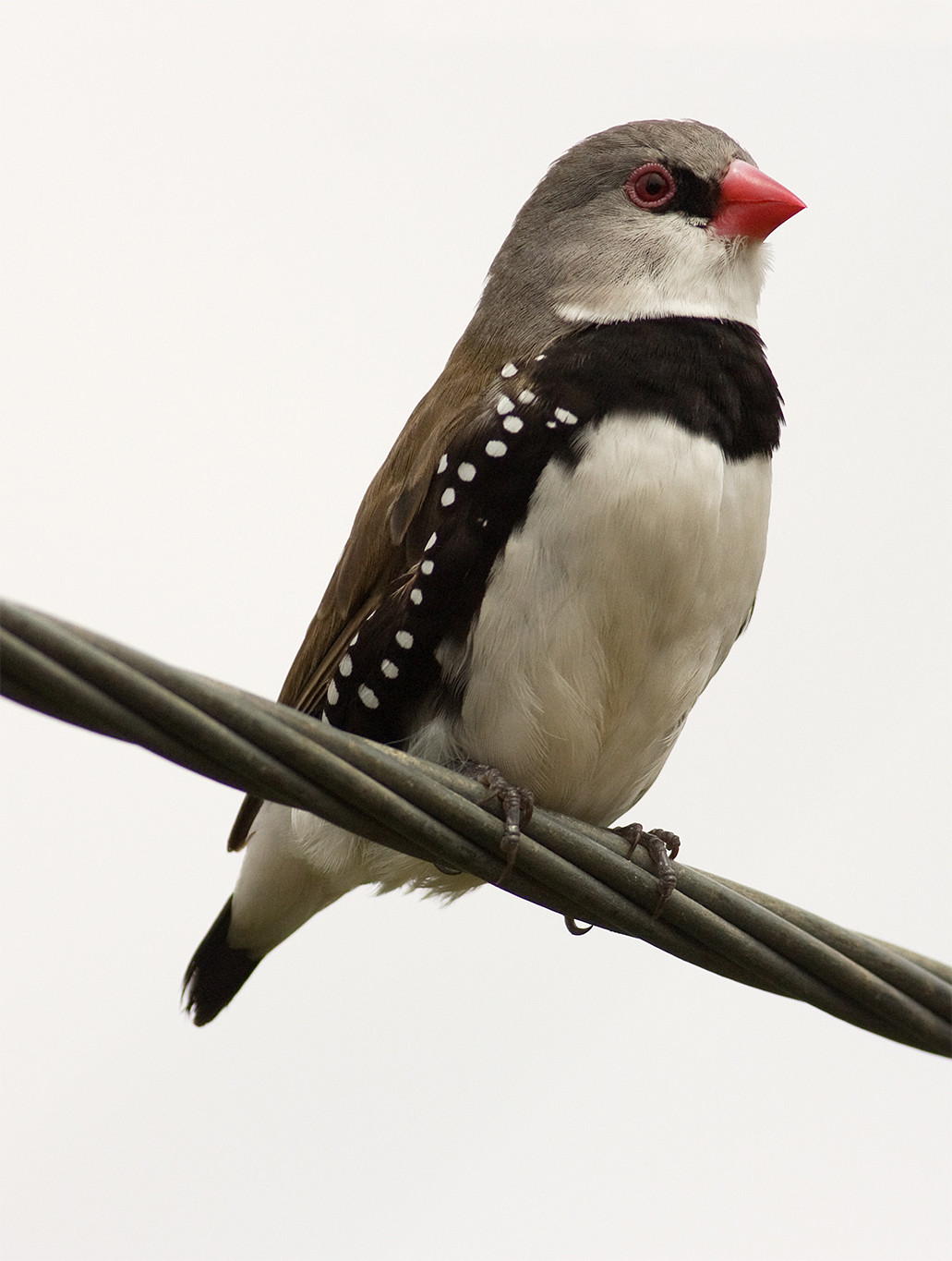
Diamantfink
(Stagonopleura guttata)

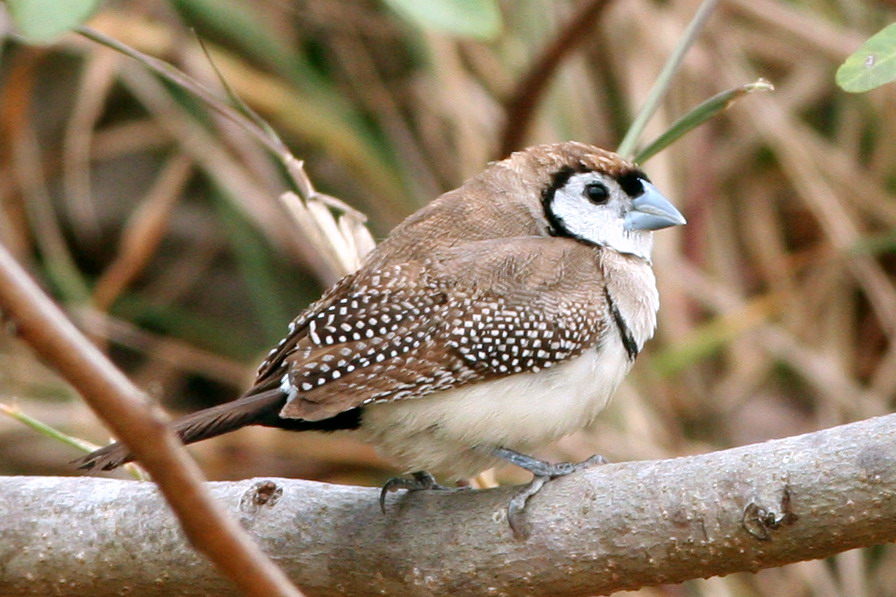
Ringelastrild
(Stizoptera bichenovii)

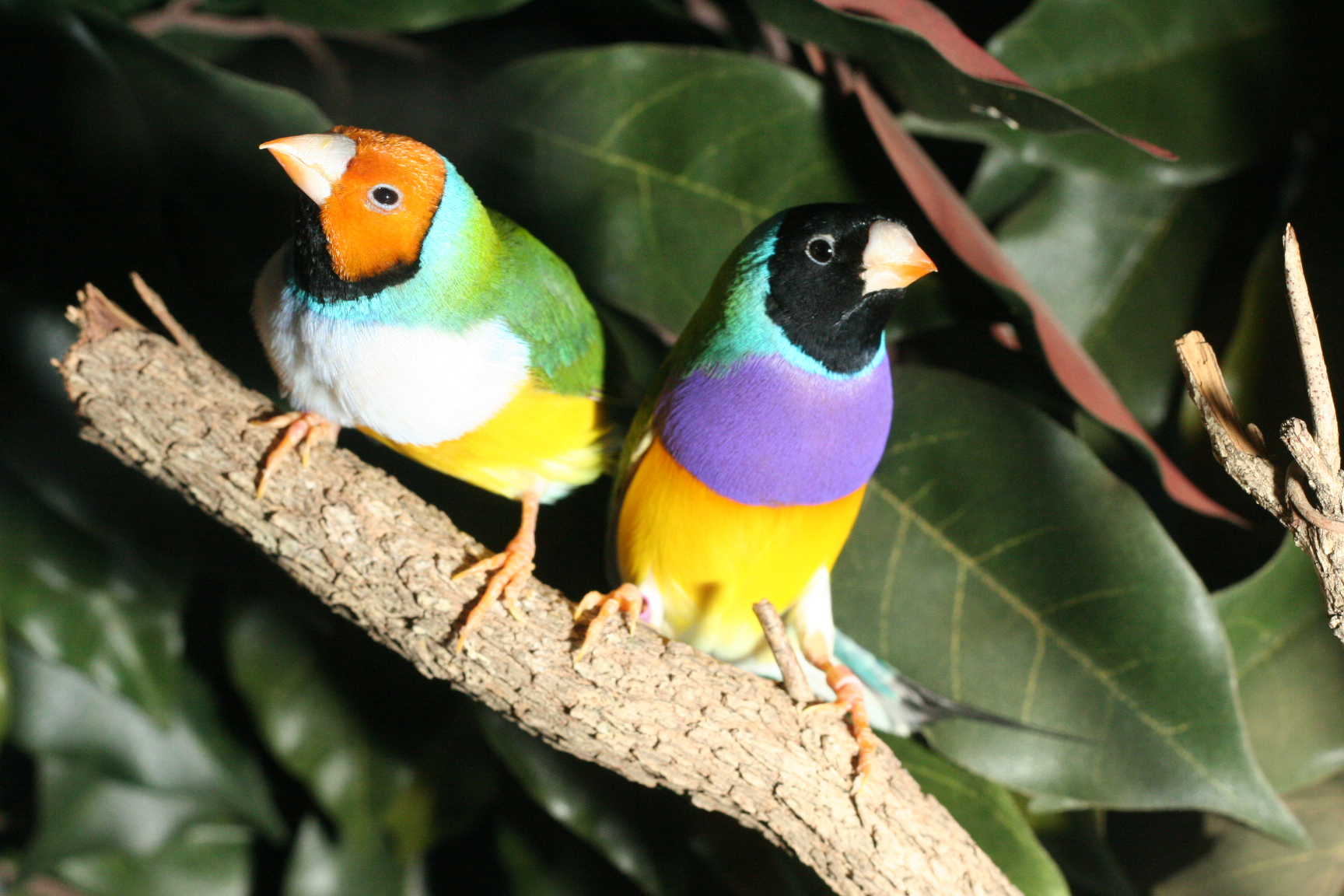
Gouldamadinen
(Chloebia gouldiae)

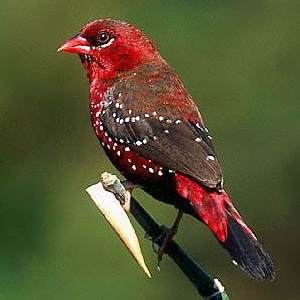
Tigerfink
(Amandava amandava)

Die International Ornithological Union und das Handbook of the Birds of the World (HBW) führen im Jahr 2018 141 Arten in 33 Gattungen, die durch die schwedischen Ornithologen Urban Olsson und Per Alström sechs Unterfamilien zugeordnet werden.

### Unterfamilie Estrildinae
- Brunhilda – 3 Arten
  - Elfenastrild (B. erythronotos)
  - Feenastrild (B. charmosyna)
- Coccopygia – 3 Arten
  - Gelbbauchastrild (Coccopygia quartinia)
  - Grünastrild (C. melanotis)
  - Angolagrünastrild (C. bocagei)
- Bergastrilde (Cryptospiza) – 4 Arten
  - Jacksons Bergastrild (C. jacksoni)
  - Reichenows Bergastrild (C. reichenovii)
  - Salvadoris Bergastrild (C. salvadorii)
  - Shelleys Bergastrild (C. shelleyi)
- Astrilde (Estrilda) – 16 Arten
  - Anambraastrild (E. poliopareia)
  - Grauastrild (E. troglodytes)
  - Jemenastrild (E. rufibarba)
  - Kandtastrild (E. kandti)
  - Kappenastrild (E. atricapilla)
  - Nonnenastrild (E. nonnula)
  - Orangebäckchen (E. melpoda)
  - Schwarzzügelastrild (E. nigriloris)
  - Sumpfastrild (E. paludicola)
  - Wellenastrild (E. astrild)
  - Zügelastrild (E. rhodopyga)
- Delacourella – 1 Art
  - Weißwangenastrild (D. capistrata)
- Glaucestrilda – 3 Arten
  - Lavendelastrild (G. caerulescens)
  - Schwarzschwanzastrild (G. perreini)
  - Cinderellaastrild (G. thomensis)
- Glockenastrilde (Mandingoa) – 1 Art
  - Grüner Tropfenastrild (M. nitidula)
- Meisenastrilde (Nesocharis) – 3 Arten
  - Halsbandastrild (N. ansorgei)
  - Meisenastrild (N. shelleyi)
- Mantelschwärzlinge (Nigrita) – 4 Arten
  - Mantelschwärzling (N. fusconotus)
  - Zweifarbenschwärzling (N. bicolor)
  - Graunackenschwärzling (N. canicapillus)
  - Blassstirnschwärzling (N. luteifrons)
- Ameisenpicker (Parmoptila) – 3 Arten
  - Woodhouse-Ameisenpicker (P. woodhousei)
  - Kongoameisenpicker (P. jamesoni)
  - Rotstirn-Ameisenpicker (P. rubrifrons)

### Unterfamilie Lagonostictinae
- Clytospiza – 1 Art
  - Brauner Tropfenastrild (C. monteiri)
- Schieferastrilde (Euschistospiza)
  - Dybowskiastrild (E. dybowskii)
  - Schiefergrauer Astrild (E. cinereovinacea)
- Granatina – 2 Arten
  - Granatastrild (G. granatina)
  - Veilchenastrild (G. ianthinogaster)
- Tropfenastrilde (Hypargos) – 2 Arten
  - Perlastrild (H. margaritatus)
  - Roter Tropfenastrild (H. niveoguttatus)
- Amaranten (Lagonosticta) – 11 Arten
  - Braunbürzelamarant (L. nitidula)
  - Dunkelroter Amarant (L. rubricata)
  - Felsenamarant (L. sanguinodorsalis)
  - Landana-Amarant (L. landanae)
  - Larvenamarant (L. larvata)
  - Mali-Amarant (L. virata)
  - Pünktchenamarant (L. rufopicta)
  - Reichenow-Amarant (L. umbrinodorsalis)
  - Rosenamarant (L. rhodopareia)
  - Schwarzbauchamarant (L. rara)
  - Senegalamarant (L. senegala)
- Purpurastrilde (Pyrenestes) – 3 Arten
  - Karmesinastrild (P. sanguineus)
  - Kleiner Purpurastrild (P. minor)
  - Purpurastrild (P. ostrinus)
- Streifenastrilde (Pytilia) – 5 Arten
  - Auroraastrild (P. phoenicoptera)
  - Buntastrild (P. melba)
  - Rotmaskenastrild (P. hypogrammica)
  - Streifenastrild (P. lineata)
  - Wienerastrild (P. afra)
- Samenknacker (Spermophaga) – 3 Arten
  - Grantsamenknacker (S. poliogenys)
  - Rotbrust-Samenknacker (S. haematina)
  - Rotkopf-Samenknacker (S. ruficapilla)
- Blauastrilde (Uraeginthus) – 3 Arten
  - Angola-Schmetterlingsfink (U. angolensis)
  - Blaukopf-Schmetterlingsfink (U. cyanocephala)
  - Schmetterlingsfink (U. bengalus)

### Unterfamilie Amandavinae
- Amadinen (Amadina) – 2 Arten
  - Bandamadine (A. fasciata)
  - Rotkopfamadine (A. erythrocephala)
- Tigerastrilde (Amandava) – 3 Arten
  - Tigerfink (A. amandava)
  - Olivastrild (A. formosa)
  - Goldbrüstchen (A. subflava)
- Wachtelastrilde (Ortygospiza) – 1 Art
  - Wachtelastrild (O. atricollis)
    - Schwarzkinn-Wachtelastrild (O. a. gabonensis – zuweilen als eigene Art geführt)
- Paludipasser – 1 Art (zuweilen in Ortygospiza)[22]
  - Heuschreckenastrild (P. locustella)

### Unterfamilie Erythrurinae
- Chloebia – 1 Art
  - Gouldamadine (C. gouldiae)
- Eigentliche Papageiamadinen (Erythrura) – 11 Arten
  - Bambus-Papageiamadine (E. hyperythra)
  - Blaugrüne Papageiamadine (E. tricolor)
  - Buntkopf-Papageiamadine (E. coloria)
  - Dreifarben-Papageiamadine (E. trichroa)
  - Kleinschmidts Papageiamadine (E. kleinschmidti)
  - Königs-Papageiamadine (E. regia)
  - Lauchgrüne Papageiamadine (E. prasina)
  - Manila-Papageiamadine (E. viridifacies)
  - Papua-Papageiamadine (E. papuana)
  - Peales-Papageiamadine (E. pealii)
  - Rotkopf-Papageiamadine (E. psittacea)
  - Samoa-Papageiamadine (E. cyaneovirens)

### Unterfamilie Lonchurinae
- Fasänchen (Euodice)
  - Indischer Silberschnabel (E. malabarica)
  - Afrikanischer Silberschnabel (E. cantans)
- Lepidopygia – 1 Art
  - Zwergelsterchen (L. nana)
- Bronzemännchen (Lonchura) – 31 Arten
  - Arfaknonne (L. vana)
  - Bergschilffink (L. monticola)
  - Bergbronzemännchen (L. kelaarti)
  - Blasskopfnonne (L. pallida)
  - Braunbrust-Schilffink (L. castaneothorax)
  - Borneobronzemännchen (L. fuscans)
  - Dickkopfnonne (L. melaena)
  - Dickschnabelnonne (L. grandis)
  - Forbesnonne (L. forbesi)
  - Fünffarbennonne (L. quinticolor)
  - Gelber Schilffink (L. flaviprymna)
  - Graukopfnonne (L. caniceps)
  - Hadesnonne (L. stygia)
  - Hunsteinnonne (L. hunsteini)
    - Mohrennonne (L. h. nigerrima – zuweilen eigene Art)

  - Höhenschilffink (L. montana)
  - Javabronzemännchen (L. leucogastroides)
  - Muskatamadine (L. punctulata)
  - Prachtnonne (L. spectabilis)
  - Schildnonne (L. ferruginosa)
  - Schwarzbrust-Schilffink (L. teerinki)
  - Schwarzbauchnonne (L. malacca)
  - Schwarzkopfnonne (L. atricapilla)
  - Spitzschwanz-Bronzemännchen (L. striata)
  - Weißkopfnonne (L. maja)
  - Weißscheitelnonne (L. nevermanni)
  - Weißbauch-Bronzemännchen (L. leucogastra)
  - Wellenbauch-Bronzemännchen (L. molucca)
- Mayrimunia – 2 Arten
  - Perlenbronzemännchen (M. leucosticta)
  - Trauerbronzemännchen (M. tristissima)
- Padda – 2 Arten
  - Reisamadine (P. oryzivora)
  - Timor-Reisamadine (P. fuscata)
- Elsterchen (Spermestes) – 4 Arten
  - Glanzelsterchen (S. bicolor)
  - Kleinelsterchen (S. cucullata)
  - Riesenelsterchen (S. fringilloides)
  - Graukopfelsterchen (S. griseicapilla)

### Unterfamilie Poephilinae
- Aidemosyne – 1 Art
  - Zeresamadine (A. modesta)
- Bathilda – 1 Art
  - Binsenastrild (B. ruficauda)
- Prachtastrilde (Emblema) – 1 Art
  - Gemalte Amadine (E. pictum)
- Heteromunia – 1 Art
  - Weißbrustnonne (H. pectoralis)

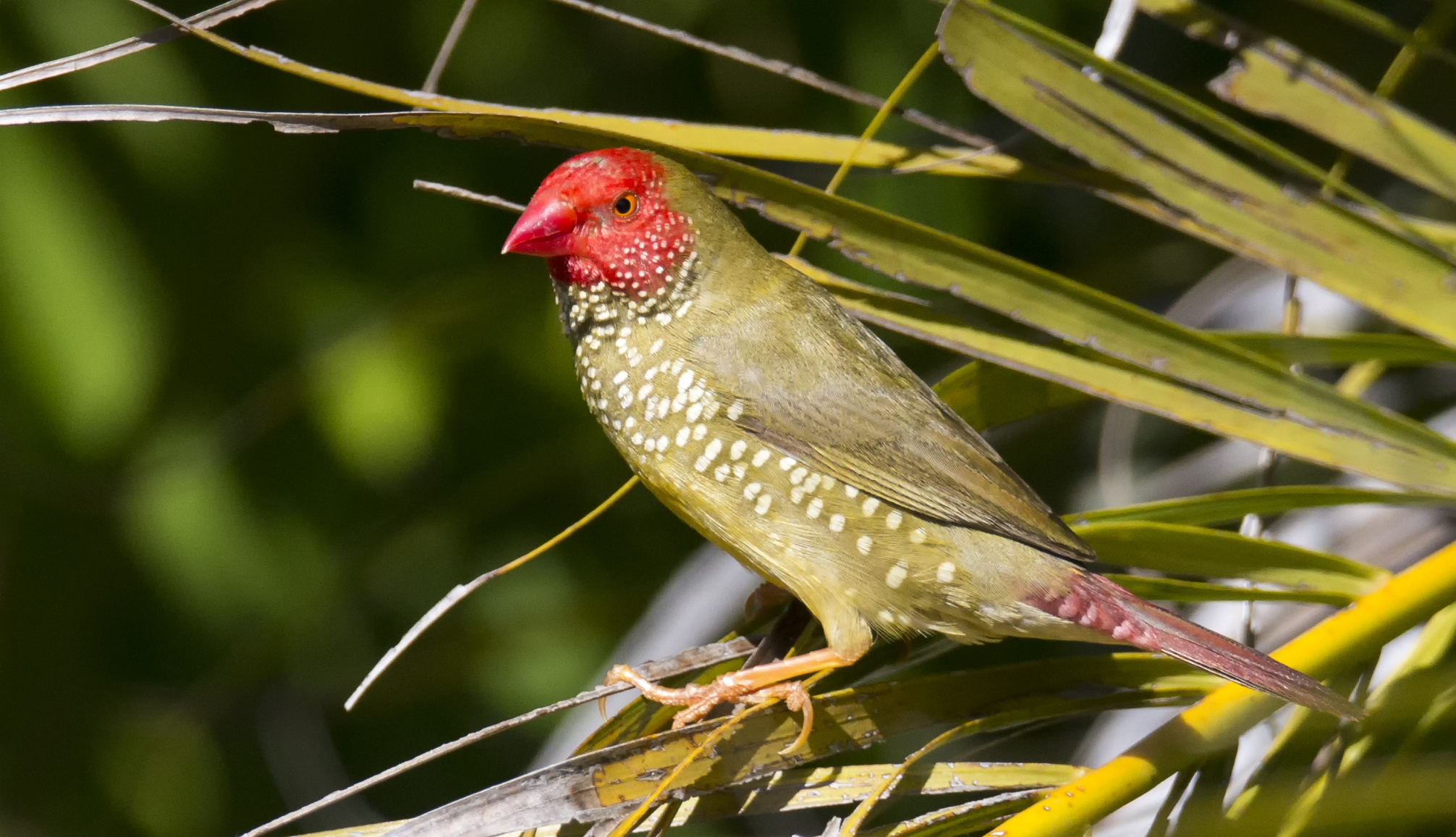
Binsenastrild
(Bathilda ruficauda)

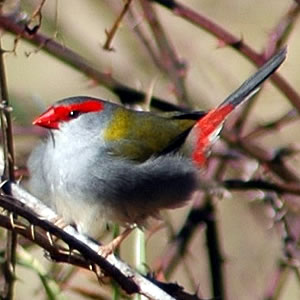
Dornastrild
(Neochmia temporalis)

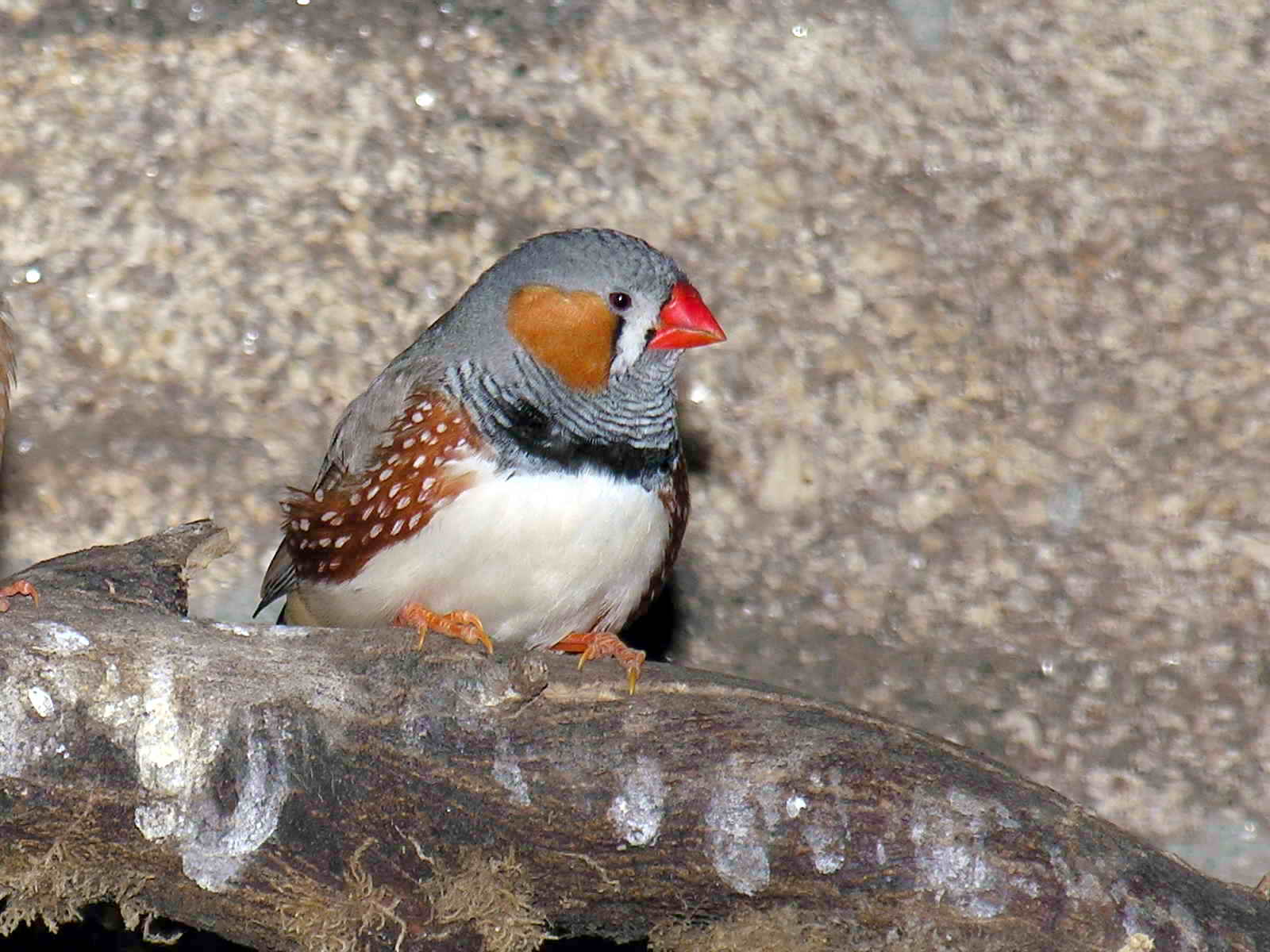
Zebrafink
(Taeniopygia guttata)

- Sonnenastrilde (Neochmia) – 2 Arten
  - Dornastrild (N. temporalis)
  - Sonnenastrild (N. phaeton)
    - Weißbauch-Sonnenamadine (N. p. evangelinae – zuweilen auch eigene Art)
- Bergamadinen (Oreostruthus) – 1 Art
  - Bergamadine (O. fuliginosus)
- Grasfinken (Poephila) – 3 Arten
  - Gürtelgrasfink (P. cincta)
  - Maskenamadine (P. personata)
  - Spitzschwanzamadine (P. acuticauda)
- Diamantfinken (Stagonopleura) – 3 Arten
  - Diamantfink (S. guttata)
  - Feuerschwanzamadine (S. bella)
  - Rotohramadine (S. oculata)
- Stizoptera
  - Ringelastrild (S. bichenovii)
- Zebrafinken (Taeniopygia) – 2 Arten
  - Timor-Zebrafink (T. guttata)
  - Australischer Zebrafink  (T. castanotis)

## Belege

### Einzelbelege
1. ↑  Nicolai et al. (2001), S. 205.
2. ↑  Nicolai et al. (2001), S. 205 und S. 206.
3. ↑  Nicolai et al. (2001), S. 269.
4. ↑  Nicolai et al. (2001), S. 269 und S. 270.
5. ↑  Nicolai et al., S. 304.
6. ↑  Nicolai et al. (2001), S. 339.
7. ↑  Nicolai et al. (2001), S. 369.
8. ↑  Nicolai et al. (2001), S. 368.
9. ↑  Nicolai et al. (2001), S. 335.
10. ↑  Nicoalai et al. (2001), S. 31.
11. ↑  Birdlife species factsheet zum Schwarzzügelastrild, aufgerufen am 18. Juni 2010.
12. ↑  BirdLife Factsheet zum Anambraastrild, aufgerufen am 18. Juli 2010.
13. ↑  BirdLife Factsheet zum Olivastrild, aufgerufen am 19. Juni 2010.
14. ↑  Fry et al., S. 278.
15. ↑  Nicolai et al. (2001), S. 299.
16. ↑  Nicolai et al. (2001), S. 302.
17. ↑  Nicolai et al., S. 199.
18. ↑  Nicolai et al. (2001), S. 328.
19. ↑  Frank Gill & David Donsker, IOC World Bird List v 8.2 : Waxbills, parrotfinches, munias, whydahs, Olive Warbler, accentors, pipits
20. ↑  Our Taxonomy. In: J. del Hoyo, A. Elliott, J. Sargatal, D. A. Christie & E. de Juana, E. (Hrsg.): Handbook of the Birds of the World Alive. Lynx Edicions, Barcelona (hbw.com [abgerufen am 28. August 2018]).
21. ↑  
Urban Olsson, Per Alström (2020). A comprehensive phylogeny and taxonomic evaluation of the waxbills (Aves: Estrildidae). Molecular Phylogenetics and Evolution. 146: 106757. doi:10.1016/j.ympev.2020.106757
22. ↑  Nicolai et al., S. 309.